# Demba Savage
Demba Savage (Banjul, 17 giugno 1988) è un ex calciatore gambiano, di ruolo centrocampista.

## Carriera

### Club
Nella stagione 2003-2004 è stato capocannoniere del campionato gambiano.
Nel 2011 è stato capocannoniere della Coppa di Lega finlandese, con 7 reti in 8 presenze.
Con l'Honka ha totalizzato complessivamente 10 presenze e 2 reti in Europa League, mentre con l'HJK Helsinki nella stagione 2011-2012 ha giocato 3 partite nei preliminari di Champions League e 2 presenze nei preliminari di Europa League, senza mai segnare. L'anno seguente mette invece a segno il suo primo gol in carriera in Champions League (che è anche il suo primo gol in carriera nelle competizioni continentali con la maglia dell'HJK), il 23 luglio 2013 nella partita persa per 2-1 contro gli estoni del Kalju, che sancisce l'eliminazione della sua squadra dalla competizione al secondo turno preliminare complice anche lo 0-0 della partita d'andata, nella quale Savage aveva giocato da titolare.
La sua lunga parentesi nel campionato finlandese finisce solo al termine della stagione 2015. Dalla stagione 2016 diventa un giocatore dell'Häcken, arrivando a parametro zero.

### Nazionale
Dal 2008 al 2016 gioca con la nazionale gambiana, con cui ha giocato anche 2 partite nelle qualificazioni ai Mondiali del 2014; complessivamente ha totalizzato 15 presenze e 2 reti in nazionale.

## Palmarès

### Club

#### Competizioni nazionali
- Coppa di Lega finlandese: 3

Honka: 2010, 2011
HJK: 2015
- Campionato finlandese: 3

HJK: 2012, 2013, 2014
- Coppa di Finlandia: 1

HJK: 2014
- Coppa di Svezia: 1

Häcken: 2015-2016